# Cavallino
Pour les articles homonymes, voir Cavallino (homonymie).
Cavallino est une commune italienne de la province de Lecce, dans la région des Pouilles, au Sud-Est de l'Italie.

## Administration
| Période                                  | Période | Identité | Étiquette | Qualité |
| ---------------------------------------- | ------- | -------- | --------- | ------- |
|                                          |         |          |           |         |
| Les données manquantes sont à compléter. |         |          |           |         |

### Communes limitrophes
Caprarica di Lecce, Lecce, Lizzanello, San Cesario di Lecce, San Donato di Lecce.